# Lý Nga Tư
Lý Nga Tư (chữ Hán: 李娥姿; 536–588) là một phi tần của Bắc Chu Vũ Đế Vũ Văn Ung và là sinh mẫu của Bắc Chu Tuyên Đế vũ Văn Uân, hoàng đế Bắc Chu trong lịch sử Trung Quốc. Bà được tôn Đế Thái hậu để phân biệt với Hoàng thái hậu A Sử Na thị, đích mẫu của Bắc Chu Tuyên Đế.

## Tiểu sử
Lý Nga Tư sinh năm 536 tại Giang Lăng, dưới triều Lương.
Năm 554, tướng Tây Ngụy là Vu Cẩn (于謹) tấn công Giang Lăng, sau đó tiến đánh kinh đô Lương quốc, giết chết Lương Nguyên Đế, đưa người cháu của Nguyên Đế là Tiêu Sát kế vị, thiết lập chính quyền Tây Lương. Trong trận chiến, Vu Cẩn bắt giữ nhiều người Giang Lăng, trong có Lý Nga Tư làm chiến lợi phẩm. Tướng Tây Ngụy là Vũ Văn Thái ban Lý Nga Tư làm thiếp hầu hạ con trai là Vũ Văn Ung (sau là Bắc Chu Vũ Đế). Lý Nga Tư lớn hơn Vũ Văn Ung khoảng 7 tuổi, khi này Vũ Văn Ung chưa cưới chính thất.
Năm 557, triều đại Bắc Chu được thiết lập. Năm 559, bà sinh con trai lớn là Vũ Văn Uân (sau là Bắc Chu Tuyên Đế), sau đó sinh thêm con trai thứ hai là Vũ Văn Tán (宇文贊), không rõ năm sinh.

## Phi tần
Năm 560, Vũ Văn Ung lên ngôi, tức Bắc Chu Vũ Đế. Có lẽ vì thân phận thấp kém nên dù sinh cho Vũ Đế 2 con trai, Lý phu nhân vẫn không được phong Hậu. Năm 568, Vũ Đế kết hôn với A Sử Na thị, Công chúa Đột Quyết, con gái của Mộc Hãn khả hãn A Sử Na Sĩ Cân, sách lập Hoàng hậu. A Sử Na Hoàng hậu không sinh được con nên năm 572, con trai Lý phu nhân là Vũ Văn Uân được phong Hoàng thái tử.

## Hoàng thái hậu
Mùa hè năm 578, Vũ Đế đột ngột băng hà khi đang chuẩn bị tiến hành chống Đột Quyết. Vũ Văn Uân lên ngôi, tức Bắc Chu Tuyên Đế. Tuyên Đế tôn phong đích mẫu A Sử Na thị làm Hoàng thái hậu, và sinh mẫu Lý Nga Tư làm Đế thái hậu (帝太后) để phân biệt.
Mùa xuân năm 579, Tuyên Đế nhường ngôi cho con trai là Vũ Văn Xiển, tức Bắc Chu Tĩnh Đế. Tuyên Đế xưng Thiên nguyên hoàng đế (天元皇帝) thay vì Thái thượng hoàng. Phong hiệu của Lý Nga Tư đổi thành Thiên Nguyên Đế thái hậu (天元帝太后). Mùa hè cùng năm lại đổi thành Thiên Hoàng thái hậu (天皇太后). Đến mùa xuân năm 580, tiếp tục đổi thành Thiên Nguyên Thánh Hoàng thái hậu (天元圣皇太后).

## Thái đế thái hậu và xuất gia tu hành
Mùa hè năm 580, Tuyên Đế qua đời, Bắc Chu Tĩnh Đế nối ngôi. Phụ thân của Hoàng hậu Dương Lệ Hoa là Dương Kiên nhanh chóng nắm giữ quyền lực, trở thành Nhiếp chính. Tĩnh Đế tôn phong Hoàng thái hậu A Sử Na thị làm Thái hoàng thái hậu và tổ mẫu Lý Nga Tư làm "Thái đế thái hậu" (太帝太后) để phân biệt.
Năm 581, Dương Kiên buộc Tĩnh Đế phải nhượng ngôi, chấm dứt triều Bắc Chu và khởi đầu triều Tùy. Tĩnh Đế và hoàng tộc Bắc Chu đều bị thảm sát. Lý Nga Tư xuất gia tu hành với pháp hiệu Thường Bi (常悲). Bà qua đời năm 588 và được an táng với lễ nghi phật tử phía nam Trường An.